# بنجامين إس. بلانشارد
بنجامين إس. بلانشارد (بالإنجليزية: Benjamin S. Blanchard)‏ هو مهندس أمريكي، ولد في 1929.